# ボルハ・バストン
ボルハ・バストン (Borja Bastón) ことボルハ・ゴンサレス・トマス（Borja González Tomás、1992年8月25日 - ）は、スペイン・マドリード出身のサッカー選手。スペイン・セグンダ・ディビシオン・レアル・オビエド所属。ポジションはFW。

## 経歴
アトレティコ・マドリードの下部組織であるアトレティコ・マドリードB出身の選手。2009年にプロ契約を結ぶと、2010年5月、ヘタフェCF戦で後半10分から途中出場しプロデビューを果たした。
2011年夏、レアル・ムルシアにレンタル移籍したのを皮切りに、SDウエスカ、デポルティーボ・ラ・コルーニャ、レアル・サラゴサとレンタル移籍を繰り返して経験を積むと、2015-2016シーズンはSDエイバルにレンタルされリーグ戦で18ゴールを記録する。2016-17シーズンは移籍期間満了で一度アトレティコに戻るも監督のディエゴ・シメオネが構想外としたこともあり、スウォンジー・シティAFCへ完全移籍した。
しかし、3度の監督交代を強いられたチーム状況下で18試合に出場し1ゴールと期待を裏切る結果となり、翌2017-18シーズンはマラガCFへシーズンローンの形でスペインに戻ることとなった。
2018年7月16日、デポルティーボ・アラベスにレンタル移籍した。
2020年1月31日、アストン・ヴィラFCにフリー移籍で加入した。
2020年9月7日、CDレガネスへ移籍。
2021年8月11日、レアル・オビエドに2年契約で移籍した。

## 代表歴
スペイン代表として2009 FIFA U-17ワールドカップに出場しチームを3位に導き、自身も5ゴールを挙げて得点王を獲得した。

## 所属クラブ
- アトレティコ・マドリードB 2009-2011
- アトレティコ・マドリード 2010-2016

→ レアル・ムルシア 2011-2012 (loan)
→ SDウエスカ 2012-2013 (loan)
→ デポルティーボ・ラ・コルーニャ 2013-2014 (loan)
→ レアル・サラゴサ 2014-2015 (loan)
→ SDエイバル 2015-2016 (loan)
- スウォンジー・シティAFC 2016-2020

→ マラガCF 2017-2018 (loan)
→ デポルティーボ・アラベス 2018-2019 (loan)
- アストン・ヴィラFC 2020
- CDレガネス 2020-2021
- レアル・オビエド 2021-

## タイトル
代表
- UEFA U-19欧州選手権 2011

個人
- 2009 FIFA U-17ワールドカップ得点王